# شيفيلد هالام (دائرة انتخابية في المملكة المتحدة)
شيفيلد هالام (بالإنجليزية: Sheffield, Hallam)‏ هي إحدى الدوائر الانتخابية في المملكة المتحدة الممثلة في مجلس العموم في برلمان المملكة المتحدة.